# Na Ostrážné
Přírodní památka Na Ostrážné se nachází nad vodní nádrží Vír I nedaleko vsi Hluboké, části obce Dalečín, v přírodním parku Svratecká hornatina. Hlavním předmětem ochrany je mozaika různě vlhkých lučních biotopů na jižně orientovaném svahu s výskytem významných druhů rostlin a živočichů, a především populace silně ohroženého modráska bahenního (Phengaris nausithous), který je rovněž evropsky významným druhem. Území je zároveň součástí stejnojmenné evropsky významné lokality soustavy Natura 2000.